# Ministère des Postes et des Communications
Le ministère des Postes et des Communications (郵傳部, Yóuchuánbù) est un organisme des gouvernements de la dynastie Qing puis de la République de Chine, responsable du courrier et des télécommunications ainsi que des voies ferrées.
Il est fondé en 1906 après l'unification de la voie impériale du Nord de la Chine et d'autres voies ferrées avec l'administration postale et de l'administration télégraphique impériale chinoise.
En 1908, la banque des Communications est fondée pour racheter la voie ferrée Pékin-Hankou (en) à ses concessionnaires belges. Elle a également pour but d'unifier les fonds des lignes maritimes, des voies ferrées, et des installations télégraphiques et postales. Après la création de la banque centrale de Chine en 1928, la banque des Communications est utilisée pour financer le développement industriel général.
Après la révolution chinoise de 1911, le ministère donne son nom à la clique des Communications durant l'époque des seigneurs de guerre.